# Koronakisülés

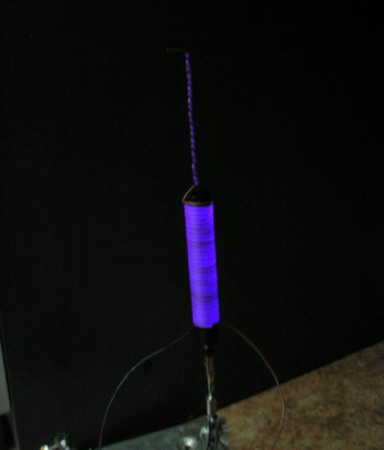
Koronakisülés kísérleti körülmények között nagyfeszültségű vezeték körül

A koronakisülés (vagy csendes kisülés) az elektromos áram egy megjelenési formája, amely normál atmoszferikus nyomású gázokban jön létre, erős, inhomogén elektromos tér jelenlétében, ha a feszültséggradiens az elektromosan töltött felület egy pontján meghaladja a gáz ionizációjához szükséges, az adott konkrét körülmények között érvényes értéket, de nem haladja meg az átütési feszültséget (ez utóbbi esetben „hangos” kisülés: szikrázás vagy elektromos ív jön létre). Légköri körülmények között a koronakisüléshez nagyjából pár száz kV/m-es feszültséggradiens szükséges, azonban ez a határérték a levegőt ionizáló tárgy alakjától is jelentősen függ. 
A koronakisülés során a közvetlen környezetben lévő gáz ionizálódik, elektromosan vezetővé válik, ún. „hideg plazma” jön létre; a távolabbi gáz eredeti állapotában marad. Jellemző kísérőjelenség a halvány, derengő (a földi légkörben a polaritástól függő kékesfehér vagy pirosas színű, a leggyakrabban csak sötétben látható) fény és a sziszegő, halkan sercegő hang. A legenyhébb esetekben a fényhatás szinte teljesen eltűnik, és csak a sercegő hang marad. Konkrét megjelenésének jellemzői függenek a környezet páratartalmától, az elektródák alakjától, a polaritástól, a frekvenciától, az elektródák közötti rés nagyságától és a gáz összetételétől. Nem csak látható (illetve hallható) megnyilvánulása van, észlelhető rádiófrekvenciás zavar formájában is, amit a nagyfeszültségű távvezetékek mentén éppen az ilyen hibák felderítéséhez használnak fel (a távvezetékeknél a jelenség energiaveszteséggel jár, és további hibák okozója lehet). 
Elektromos jellemzői a viszonylag nagy elektromos feszültség mellett kialakuló kis áramerősség, valamint a szikrázás hiánya (ezzel szemben az elektromos szikra éles, vakító fénnyel és erős hanggal jár – lásd pl.: villám). Szikrázás vagy elektromos ív akkor jön létre, ha a nagy feszültséggradiens miatt létrejövő elektromosan vezető gáz annyira kiterjed, hogy az elektródák közötti teret teljesen kitölti.
Számtalan történelmi feljegyzésből mint Szent Elmo tüze ismert, ami jellemzően a hajók árbócán jelent meg, általában viharos időben.

## Keletkezése, előállítása
A koronakisülés többnyire olyan geometria esetén jön létre, amiben az egyik elektródának kicsi a görbületi sugara (például egy tű hegye vagy egy vezeték hegyes vége), míg a másiknak nagy (ez sima felület vagy akár a földfelszín is lehet). A kis görbületi sugár biztosítja a nagy feszültséggradienst a plazma előállításához.
A nagyfeszültségű távvezetékek koronakisülése természetes, de nemkívánatos jelenség, mert energiaveszteséget okoz, az alkatrészeket rongálja, és különféle zajokat kelt. A jelenség ellen az elektródaként viselkedő alkatrészek alakjának módosításával, a távolságok növelésével védekeznek (például ún. „koronagyűrű”-vel). Itt a jelenség elsődleges kiváltó oka a rossz időjárás (eső, hó, köd, pára).
A koronakisülés hatását a nagyfeszültségű távvezetékek létesítésének már a korai időszakában felismerték, és ezek tervezésénél figyelembe vették, mivel a kisülésből fakadó veszteség volt a megvalósítás elsődleges korlátja. A mai napig ez jelenti a 300 kV alatti vezetékeknél a korlátozó tényezőt. A 300 kV és 800 kV közötti távvezetékek működésével az elektromágneses zavarok csökkentése vált meghatározó céllá. A 800 kV feletti feszültségek esetén a hallható hang csökkentése a fő szempont a másik két paraméter előtt. A veszteséget 1 km-es vezetékszakaszra vetítve szokták megadni. A veszteség jó időben általában elhanyagolható, de rossz idő esetén akár több száz kilowatt is lehet kilométerenként! 
Az elektromágneses zavar frekvenciaspektruma az 1 Hz-től a 10 MHz-es tartományig terjed. Ez folyamatos zavarokat okoz a rövid- és középhullámú rádióvételben, a televíziónál pedig rövid ideig tartó impulzusok formájában jelentkezik.
A vezeték közelében hallható hang frekvenciája a vonal váltakozó áramának megfelelő frekvenciától kezdődően (Európában 50 Hz) egészen az ultrahangokig terjed.
Egyenáramú táplálás esetén sokkal kisebb zaj keletkezik mindkét tartományban a váltóáramhoz viszonyítva.
Napjainkban a távvezetékeken kívül leggyakrabban repülőgépek szárnyvégein látható koronakisülés.
Mesterséges előállítása történhet tűelektródák között, illetve kerámia vagy üveg felületén. Előállításához nagyfeszültség (>10 kV) szükséges.

## Pozitív és negatív koronakisülés
A koronakisülés lehet pozitív és negatív. Az elnevezés a hegyes csúcs polaritásától függ: ha ez pozitív a laposabb felülethez képest, pozitív koronakisülésről beszélünk, ha ez negatív, akkor negatív koronakisülésről van szó. Váltakozó áram esetén a körülményektől függően mindkét fajta kisülés létrejöhet, míg egyenáramnál csak az egyik.
A kétféle koronakisülés fizikai működése alapvetően eltér. Ennek oka, hogy az elektronok és a pozitívan töltött ionok tömege lényegesen különbözik, aminek következtében normál légköri nyomáson és hőmérsékleten csak az elektronok ionizálódnak megfelelő mértékben.
Ezt a különbséget használják ki ózon előállításánál, mivel a negatív koronakisülés sokkal több ózont állít elő a pozitív koronához képest.
A negatív koronakisülés színe inkább pirosas, míg a pozitív koronakisülésé kékesfehér.

## Felhasználása
Számtalan ipari és kereskedelmi felhasználási területe közül néhány:
- gyógyítás (fertőtlenítés, bőrgyógyászat)
- ipari ózonelőállítás
- Kirlian-fotográfia
- légkondicionáló berendezés
- káros szerves anyagok eltávolítása a légkörből (mint pl. rovarirtók, oldószerek, kémiai fegyverek)
- polimerek oldhatóságának javítása (pl. nyomtatóban alkalmazott festék esetén)
- fénymásológép
- ionizációs légtisztító berendezés
- nitrogénlézer
- tömegspektrométer
- szilárdtest hűtés elektronikus alkatrészek számára